# Graderia linearifolia
Graderia linearifolia là loài thực vật có hoa thuộc họ Cỏ chổi. Loài này được Codd mô tả khoa học đầu tiên năm 1964.